# Atécuaro
Atécuaro está situado en el municipio de Morelia en Michoacán. En la lista de los pueblos más poblados de todo el municipio, es el número 59 del ranking. Atécuaro está a 2,236 metros de altitud.

## Población
Atécuaro posee una población de 604 habitantes.
| Año  | Habitantes Mujeres | Habitantes hombres | Total habitantes |
| ---- | ------------------ | ------------------ | ---------------- |
| 2020 | 302                | 302                | 604              |
| 2010 | 242                | 195                | 437              |
| 2005 | 195                | 174                | 369              |